# Dyszno (przystanek kolejowy)
Dyszno – nieistniejący przystanek osobowy w Dysznie w Polsce, w województwie zachodniopomorskim, w powiecie myśliborskim, w gminie Dębno.